# Palacio de Dessau

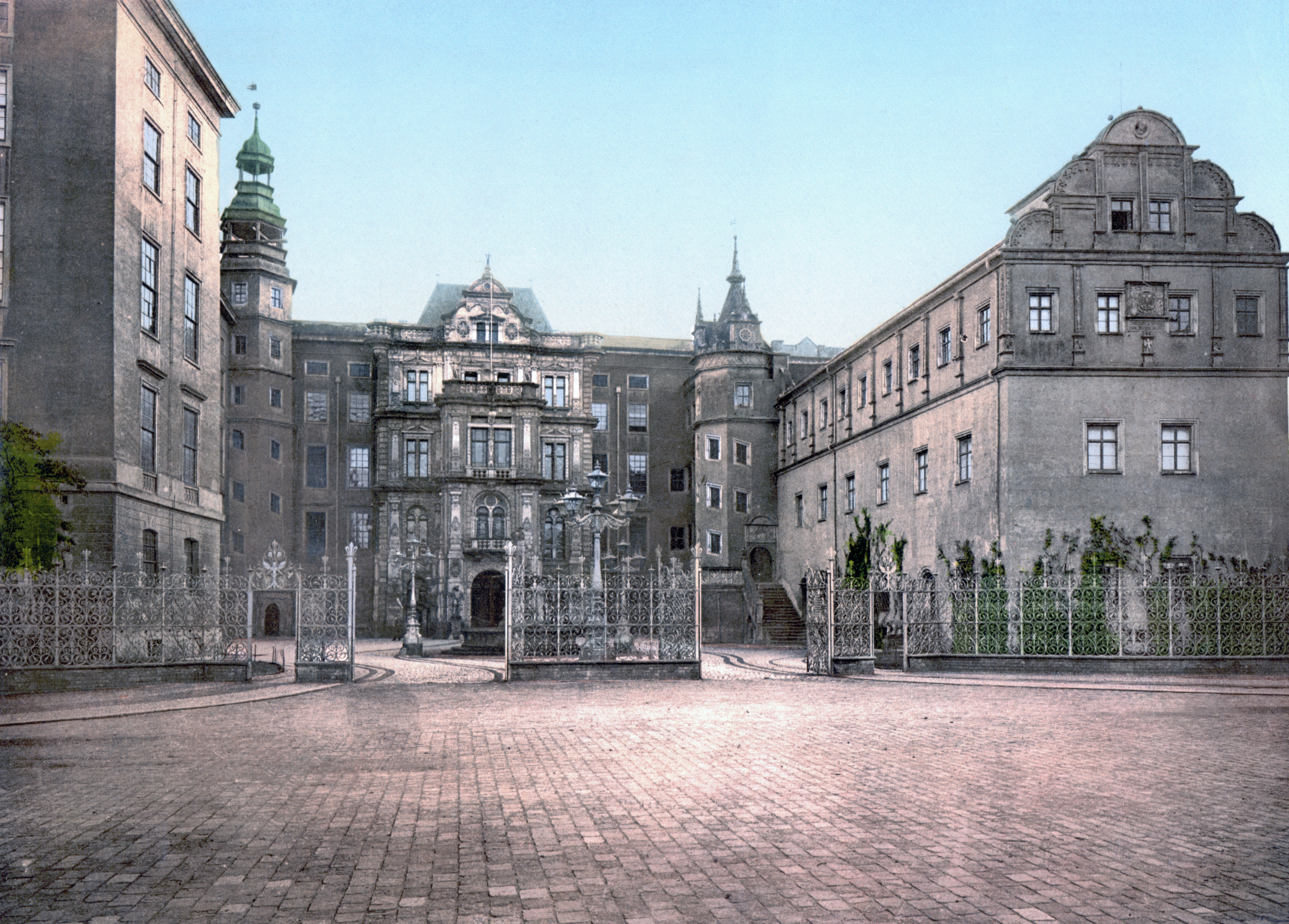
El Palacio de la Ciudad de Dessau en torno a 1900

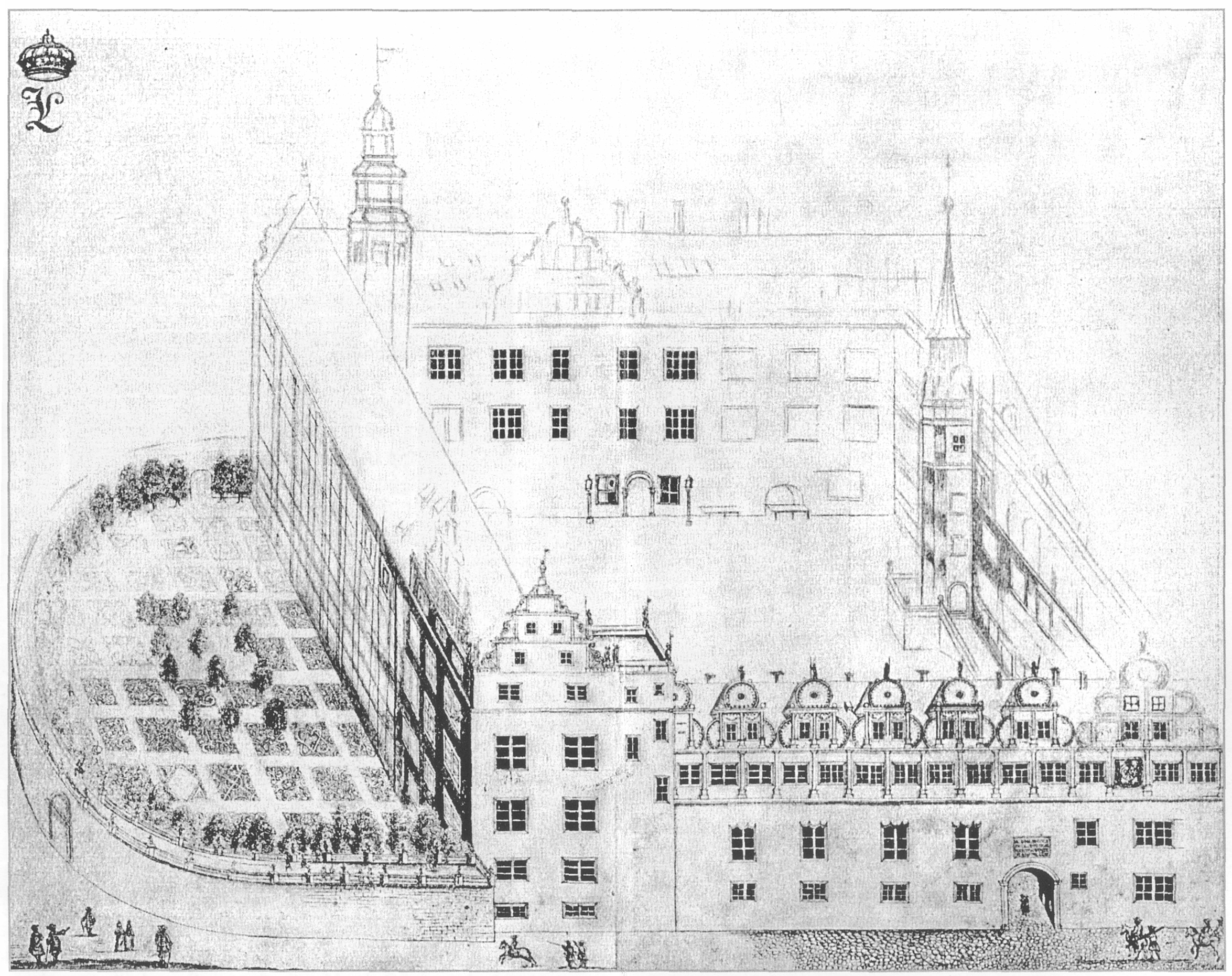
El palacio de cuatro alas en el siglo XVII

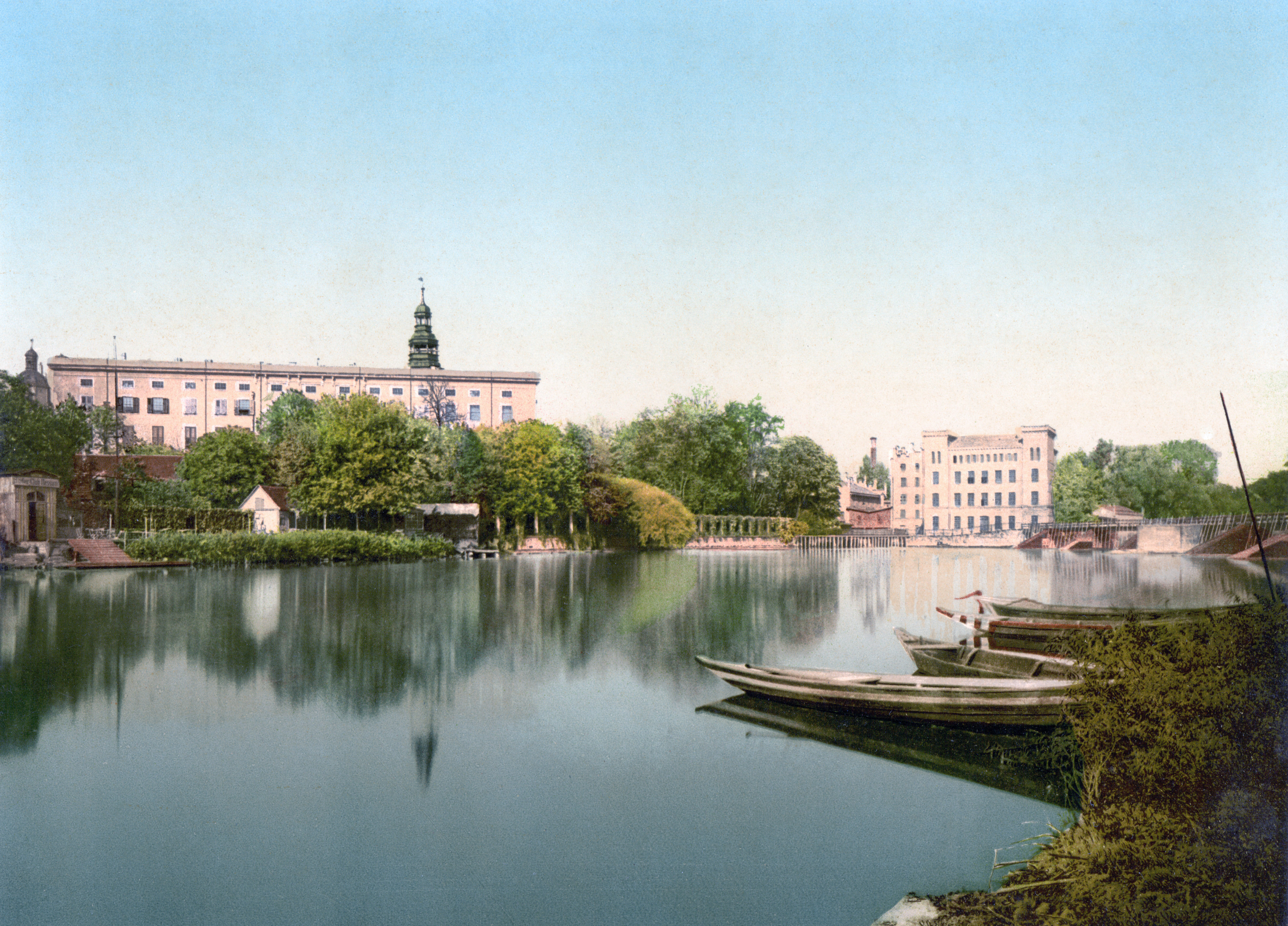
El Palacio desde el río Mulde en torno a 1900

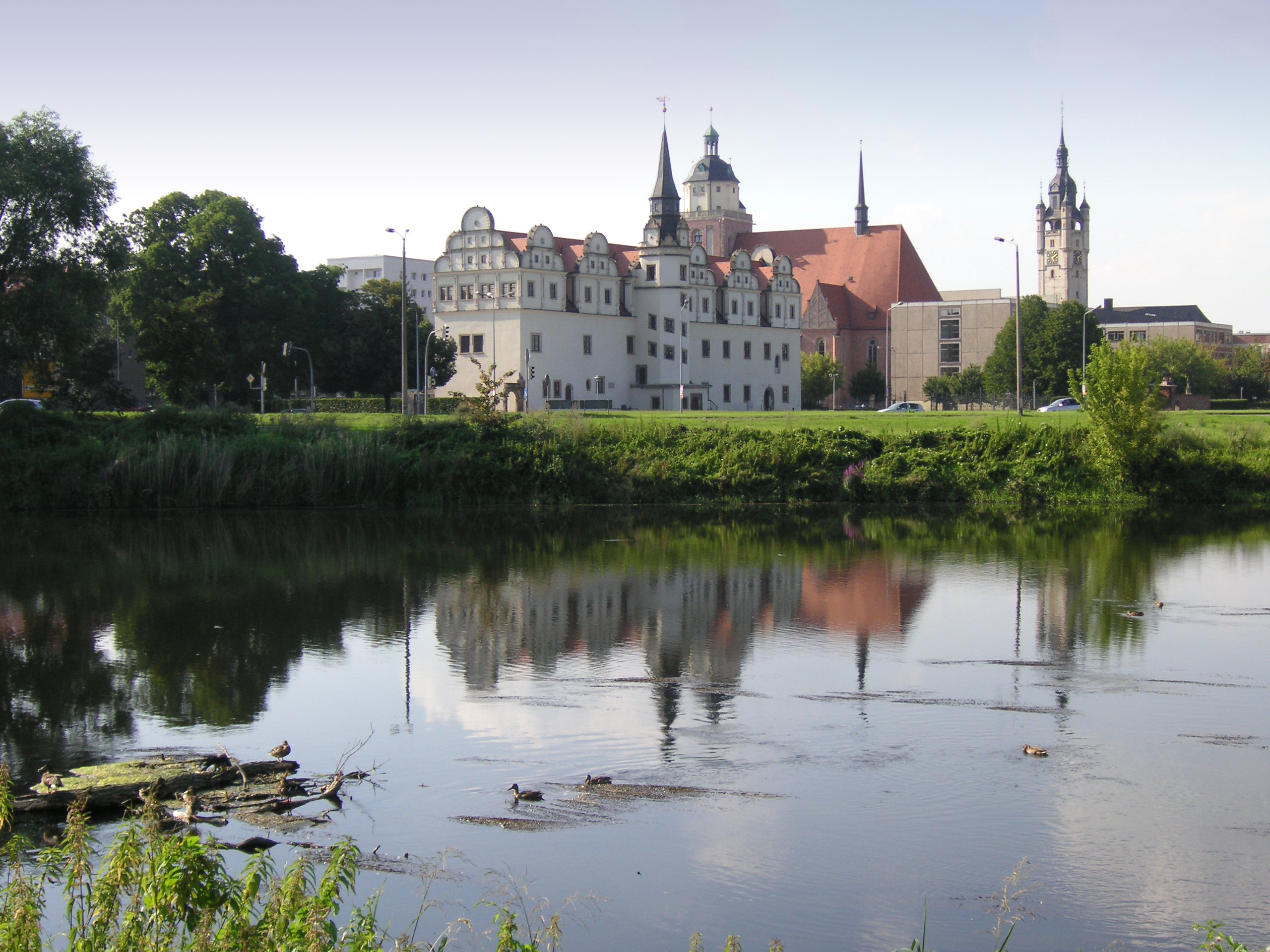
El ala del Johannbau con la Iglesia de María detrás y la torre del ayuntamiento

El Palacio de Dessau (en alemán: Residenzschloss Dessau o Stadtschloss Dessau) en Dessau, en el estado federado alemán de Sajonia-Anhalt, fue un palacio principesco que sirvió mayormente como la residencia principal de los príncipes de Anhalt-Dessau y después de los duques de Anhalt. El palacio fue uno de los primeros edificios renacentistas en el centro de Alemania. En la actualidad, solo permanece en pie una ala, el Johannbau, que ofrece espacio para el Museo de Historia de la Ciudad de Dessau.
A principios del siglo XVI se construyó un palacio de cuatro alas en el lugar de un castillo incendiado. Bajo el arquitecto Georg Wenzeslaus von Knobelsdorff el palacio fue transformado en un palacio del siglo XVIII de tres alas.
El palacio fue gravemente dañado durante la Segunda Guerra Mundial, y sus ruinas fueron mayormente demolidas en los tiempos de la RDA. Solo una ala, el Johannbau, permanece en pie. Después de restauraciones entre 1990 y 1997, y entre 2001 y 2005, el Johannbau ha sido abierto al público y alberga ahora el museo de historia de Dessau.